# Рублевський Олексій Денисович
Олексі́й Дени́сович Рубле́вський (1904, Козятин — 2 листопада 1937, урочище Сандармох, Карелія) — український письменник доби Розстріляного відродження. 
Жертва сталінського терору.

## Життєпис
Олекса Рублевський народився 1904 року в місті Козятин (нині Вінницька область).
Українець, з робітничої сім'ї (батько — залізничник), сам також працював на залізниці в Люботині (Харківська область), а також у Севастополі й Києві. Навчався в технікумі, мав незакінчену середню освіту, виключений з комсомолу, колишній член ВКП(б), голова Київського міськкому Спілки письменників УСРР.
Батько Олексія Рублевського помер 1933 року, мати Ганна Дмитрівна жила в Києві на Подолі (вул. Юрківська, 29, кв. 2).
Сім'я: дружина Клавдія Іванівна, сини Володимир і Микола.
Засуджений Спецколегією Київського облсуду 17 жовтня 1935 р. за ст. 54-10 ч. 1 КК УСРР на 3 роки ВТТ за «контрреволюційну троцькістську діяльність». Відбував покарання на Соловках. Особливою трійкою УНКВД ЛО 9 жовтня 1937 р. засуджений до найвищої кари.
Розстріляний 2 листопада 1937 р. в Карелії (Сандармох).
Реабілітований Пленумом ВС УРСР 25.11.1960 і президією Ленінградського облсуду (1989).